# Cold Creek Manor
Cold Creek Manor er en amerikansk film fra 2003, som er instrueret af instruktør Mike Figgis. Filmen er en psykologisk thriller, der har Dennis Quaid og Sharon Stone i hovedrollerne. 
Filmen, der kostede 45 mio. dollars i produktionsomkostninger fik overvejende negative anmeldelser, og indspillede alene knap 30 mio. dollars på verdensplan. 

## Plot
Da dokumentarist Cooper Tilson og hans kone Leah beslutter at livet i New York er blevet uudholdelig, flytter de og deres børn Kristen og Jesse ind i en faldefærdigt palæ fyldt med ting fra den tidligere familie. De bliver venner med de lokale værtshusejere Ray og Ellen Pinski og deres datter Stephanie. Da Cooper begynder at sortere de mange dokumenter og familie fotografier, som er spredt ud over hele huset, beslutter han at lave sin historie til film.

## Medvirkende (udvalg)
- Dennis Quaid som Cooper Tilson
- Sharon Stone som Leah Tilson
- Stephen Dorff som Dale Massie
- Juliette Lewis som Ruby Ferguson
- Kristen Stewart som Kristen Tilson
- Christopher Plummer som Mr. Massie
- Ryan Wilson som Jesse Tilson
- Dana Eskelson som Sheriff Annie Ferguson
- Simon Reynolds som Ray Pinski
- Kathleen Duborg som Ellen Pinski
- Paula Brancati som Stephanie Pinski
- Aidan Devine som Skip Linton
- Wayne Robson som Stan Holland
- Jordan Pettle som Declan
- Ray Paisley som Dink
- Shauna Black som Janice
- Peter Outerbridge som Dave Miller
- Karen Glave som Tina

## Eksterne Henvisninger
- Cold Creek Manor på Internet Movie Database (engelsk)
- Cold Creek Manor på Filmdatabasen
- Cold Creek Manor på Scope
- Cold Creek Manor i Svensk Filmdatabas (svensk)
- Cold Creek Manor på AlloCiné (fransk)
- Cold Creek Manor på MovieMeter (nederlandsk)
- Cold Creek Manor på AllMovie (engelsk)
- Cold Creek Manor hos American Film Institute (engelsk)
- Cold Creek Manor på Turner Classic Movies (engelsk)
- Cold Creek Manor på The Movie Database (engelsk)